# Gäddtarmen
Gäddtarmen (finska: Hauensuoli) är ett sund vid staden Hangö. Det ligger mellan Tulludden i nordöst och Tullholmen i sydväst.
Från 1400-talet och framåt användes sundet som hamn av främst svenska sjöfarare. I väntan på bättre väder högg dessa sjöfarare sina namn, initialer och adelsvapen i klipporna.

## Förslag till världsarv
Ristningarna på klipporna i Gäddtarmen blev 1 oktober 1990 uppsatt på Finlands lista över förslag till världsarv, den så kallade "tentativa listan".